# Floris van de Werken
Floris van de Werken (Warder, 2 de abril de 1995) es un deportista neerlandés que compite en vela en la clase 49er.
Ganó cuatro medallas en el Campeonato Mundial de 49er entre los años 2021 y 2024, y dos medallas en el Campeonato Europeo de 49er, en los años 2022 y 2024.

## Palmarés internacional
| \| Campeonato Mundial \| Campeonato Mundial \| Campeonato Mundial \| Campeonato Mundial \| \| Año \| Lugar \| Medalla \| Clase \| \| ------------------ \| -------------------------- \| ------------------ \| ------------------ \| \| 2021 \| Al Musanah (Omán) \| Medalla de oro \| 49er \| \| 2022 \| St. Margarets Bay (Canadá) \| Medalla de oro \| 49er \| \| 2023 \| La Haya (Países Bajos) \| Medalla de oro \| 49er \| \| 2024 \| Lanzarote (España) \| Medalla de plata \| 49er \| \| Campeonato Europeo \| \| \| \| \| Año \| Lugar \| Medalla \| Clase \| \| 2022 \| Aarhus (Dinamarca) \| Medalla de plata \| 49er \| \| 2024 \| La Grande-Motte (Francia) \| Medalla de bronce \| 49er \| |                            |                   |       |
| Campeonato Mundial |                            |                   |       |
| Año | Lugar                      | Medalla           | Clase |
| 2021 | Al Musanah (Omán)          | Medalla de oro    | 49er  |
| 2022 | St. Margarets Bay (Canadá) | Medalla de oro    | 49er  |
| 2023 | La Haya (Países Bajos)     | Medalla de oro    | 49er  |
| 2024 | Lanzarote (España)         | Medalla de plata  | 49er  |
| Campeonato Europeo |                            |                   |       |
| Año | Lugar                      | Medalla           | Clase |
| 2022 | Aarhus (Dinamarca)         | Medalla de plata  | 49er  |
| 2024 | La Grande-Motte (Francia)  | Medalla de bronce | 49er  |